# 日坂バイパス
日坂バイパス（にっさかバイパス）は、静岡県 掛川市内を通る、国道1号バイパスである。日坂IC以西は本線となっているが、以東の旧道は国道1号としての指定が残っている。

## 概要

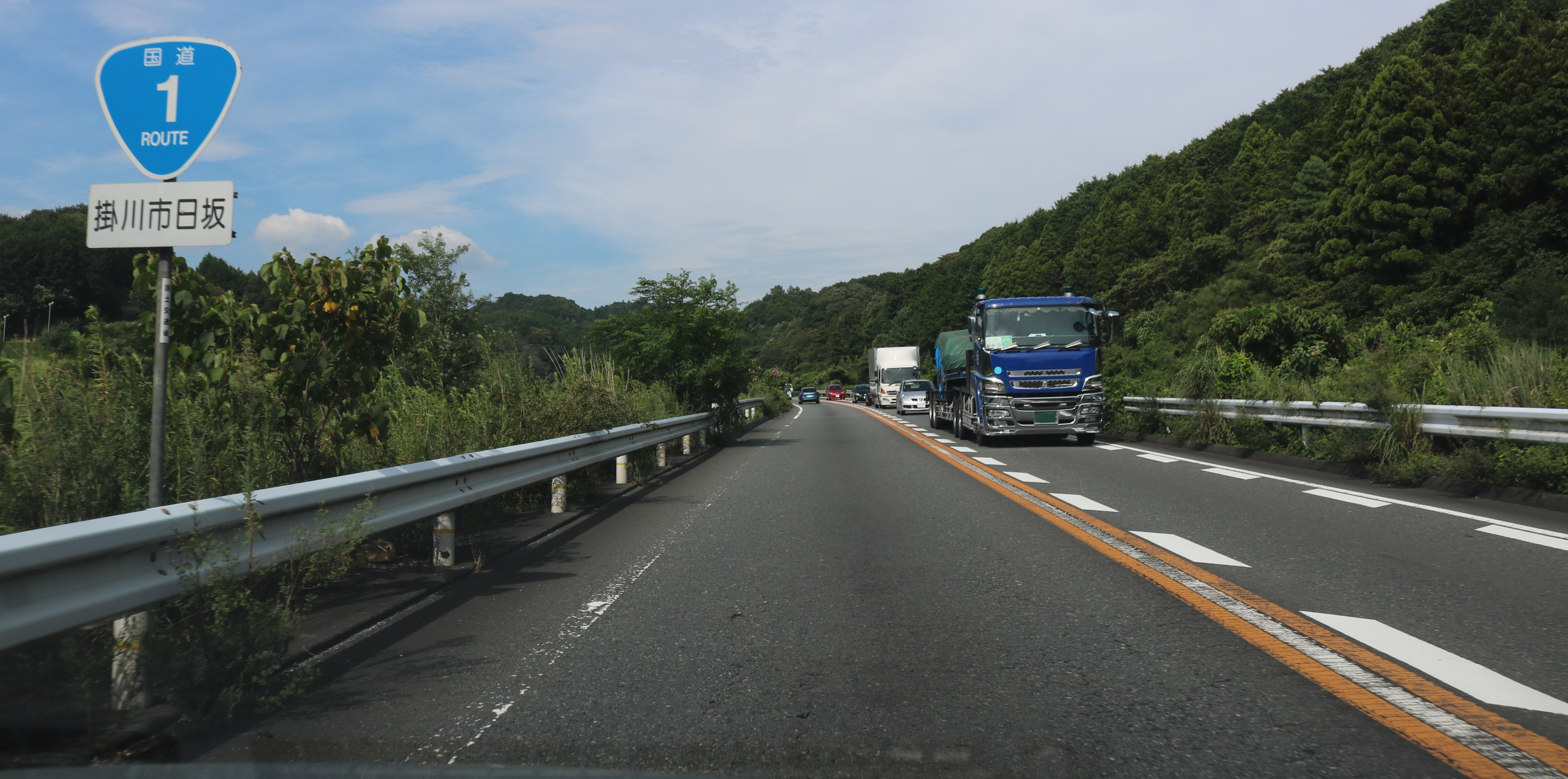
日坂バイパス、静岡県掛川市日坂にて

- 起点：静岡県掛川市佐夜鹿（小夜の中山トンネル西側）
- 終点：静岡県掛川市八坂
- 全長：4.3 km
- 車線数：暫定2車線

通行料金は無料。歩行者と自転車は通行禁止だが、自動車専用道路ではないので、50 cc以下の原付も通行可能。
2005年の藤枝・掛川・磐田・浜名バイパスの無料開放や、2010年代以降の磐田・袋井バイパスまたは静清バイパスの拡幅に伴い、交通量が開通当初よりも激増し飽和状態にある。東名高速道路および新東名高速道路を利用しない中長距離ドライバーや大型車両の通行が多い。信号機が全くないバイパスであるが、ことのままトンネル - 日坂IC間に急勾配と急カーブがあるため、朝夕の通勤ラッシュ以外の時間帯でも流れが滞りやすくなっている。
日坂IC - 島田金谷バイパス大代ICの区間は、連続降雨量が250mmを超えると通行止めとなる（日坂IC手前：上り線、新大井川橋手前：下り線に予告看板あり）。

## 歴史
- 1999年（平成11年）11月 : 西側（44工区）3.0 km開通（暫定2車線）。
- 2000年（平成12年）7月4日 : 八坂IC - 日坂ICの旧道を静岡県に移行し、新道が現道となる。並行している従来の区間は静岡県道415号日坂八坂線に変更。
- 2004年（平成16年）2月26日 : 全線開通（暫定2車線）。

## 接続するバイパスの位置関係
（東京方面）島田金谷バイパス - 日坂バイパス - 掛川バイパス（名古屋方面）

## インターチェンジなど
- 全線掛川市内に所在。

| 施設名                                                            | 接続路線名                           | 備考                 |
| ----------------------------------------------------------------- | ------------------------------------ | -------------------- |
| 国道1号（島田金谷バイパス）静岡・沼津方面                         |                                      |                      |
| 小夜の中山トンネルと日坂ICの中間にも国道1号現道との接続口がある。 |                                      |                      |
| 日坂IC                                                            | 国道1号旧道、静岡県道415号日坂沢田線 | 浜松・静岡方面出入口 |
| ことのままトンネル                                                |                                      | 181 m                |
| 道の駅掛川                                                        |                                      |                      |
| 八坂IC                                                            | 静岡県道415号日坂沢田線              | 浜松・静岡方面出入口 |
| 国道1号（掛川バイパス）浜松・豊橋方面                             |                                      |                      |

日坂IC約200 m北側（国道1号旧道）のT字路は小夜の中山への入口だが、静岡方面からは日坂ICと誤って左折してしまう車が多かったため、直前の道路脇に案内看板が設置された。